# 阿佐佩
阿佐佩是西非國家科特迪瓦的城鎮，也是阿佐佩省的首府，由阿涅比區負責管轄，位於該國東南部阿本古魯以南，距離阿比讓約105公里，2010年人口估計為59,107。
6°10′N 3°59′W / 6.167°N 3.983°W